# Caminha (Matriz)
Caminha (Matriz) est une ancienne paroisse civile portugaise (en portugais : freguesia) de la municipalité de Caminha dans le district de Viana do Castelo. Elle correspond au centre historique de Caminha.
La loi no 11-A/2013 du 28 janvier 2013, portant réorganisation administrative du territoire des freguesias, fusionne Caminha (Matriz) avec la paroisse voisine de Vilarelho pour former l’União das freguesias de Caminha (Matriz) e Vilarelho, dont le siège est à Caminha (Matriz).